# 拆船工业

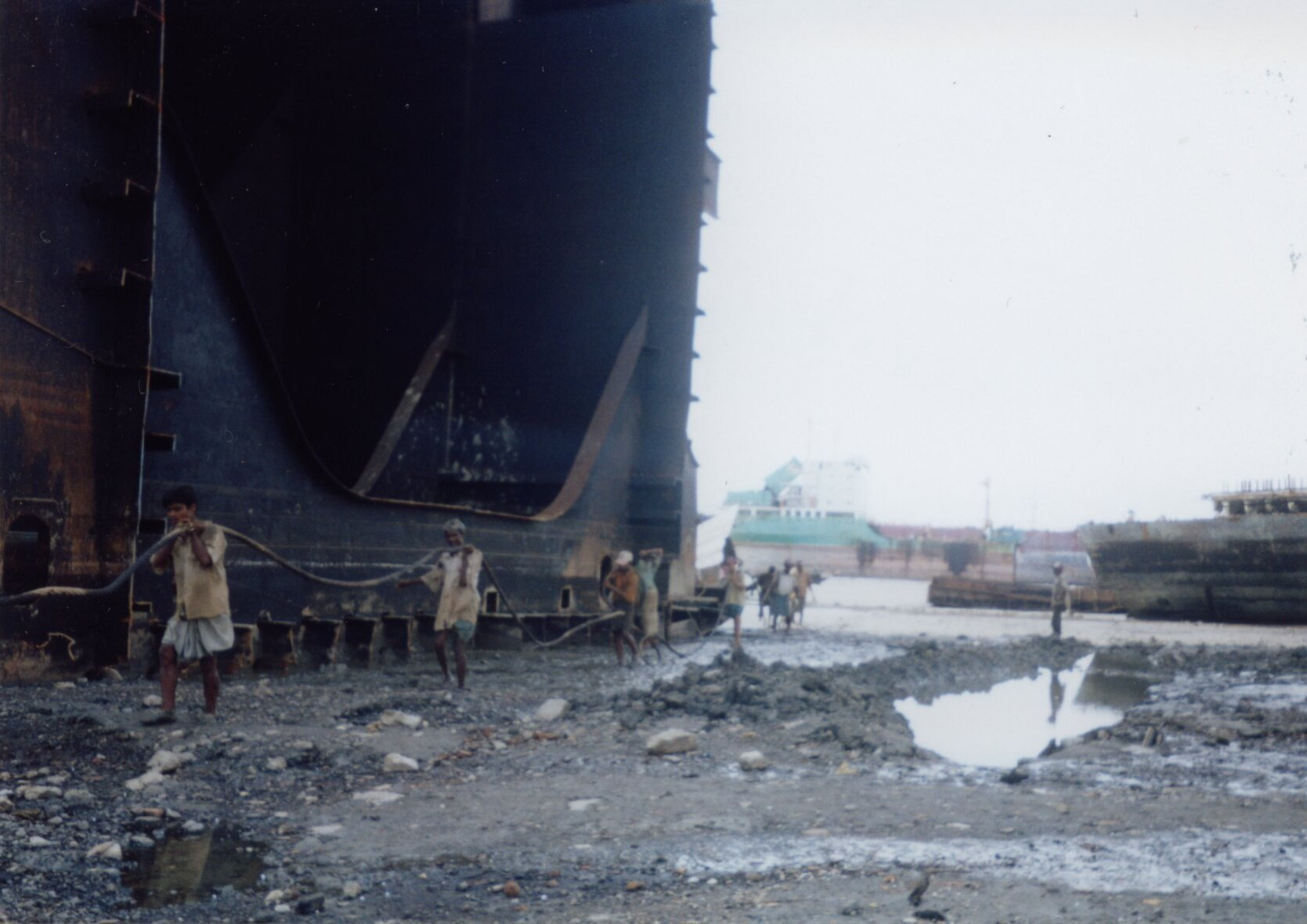
在孟加拉的拆船作业

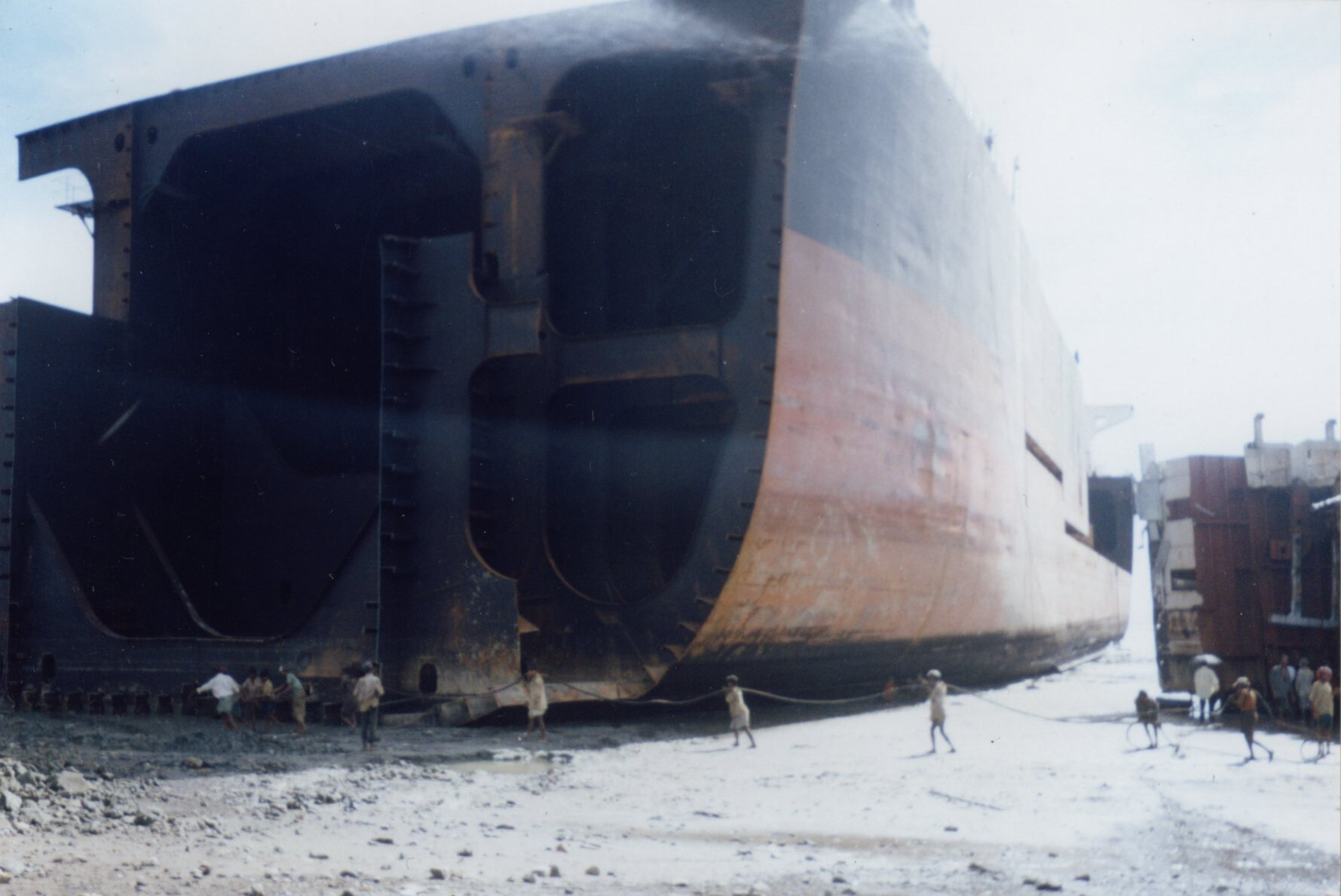
在孟加拉进行的船舶解体作业

舊船解體業俗稱拆船業，是將船隻拆毀的工業，大部份的船隻廢料皆可循環再用（泛指鋼鐵船隻）。由於船舶是一種綜合性工業，拆解後的再生資源包括：舊船板約占50％，廢鋼約占32％，銑鐵約占13％，機件約占2％，廢銅、合金銅約占 2％，廢非金屬約占1％。拆船業所帶動的相關行業則包括：鋼鐵業、拖船業、清艙業、瓦斯業、氧氣業、金屬製品業、建築業、運輸業、保險業、銀行業、煉油業、電子業、營建業、估物業等。船上一些堪用的物品也會輾轉流到港口周邊的舊貨市場，稱為「拆船貨」。因為台灣的礦砂含鐵量在20％以下，離含鐵量60％以上才有開發價值的標準差距甚大。因此早期台灣的鋼鐵原料，不是取決於本地的廢鐵，就需仰賴國外進口廢鋼。
繼日本及香港之後，1969年（民國58年）起台灣成為世界第一的拆船王國，但因1986年（民國75年）的大仁宮廢船爆炸事件，間接導致拆船業的沒落。今天的印度阿朗、孟加拉吉大港和巴基斯坦加達尼是拆船工業國家的其中一員，佔全球拆船80%。

## 世界拆船大王
- 王茲華
- 王玉雲
- 潘孝銳
- 鄭翼之